# Élections régionales de 2018 en Bavière
Les élections régionales de 2018 en Bavière (en allemand : Landtagswahl im Bayern 2018) se tiennent le 14 octobre 2018, afin d'élire les 180 députés de la 18e législature du Landtag, pour un mandat de cinq ans. Du fait des résultats et de la loi électorale, 205 députés sont finalement élus.
Au pouvoir depuis 61 ans, la CSU vire de nouveau en tête mais réalise son pire résultat depuis 1954 et perd sa majorité absolue. Le scrutin voit la percée des Grünen et l'entrée de l'AfD au Landtag, alors que le SPD tombe à son minimum historique.

## Contexte
Lors des élections régionales du 15 septembre 2013, l'Union chrétienne-sociale en Bavière (CSU), emmenée par le ministre-président Horst Seehofer et au pouvoir depuis 1957, retrouve sa majorité absolue, perdue en 2008. Avec près de 48 % des suffrages exprimés, elle fait élire 101 députés sur 180. Le Parti social-démocrate d'Allemagne (SPD), dont le chef de file est le bourgmestre de Munich Christian Ude, obtient 42 parlementaires et 20,6 % des voix, progressant d'un point après deux scrutins consécutifs à la baisse et réalisant sa première remontée depuis 1994.
Avec 9,0 % et 19 élus, les Électeurs libres (FW) sont également en hausse et conservent leur statut de troisième force politique du Land, acquise lors de leur entrée au Landtag en 2008. Ils devancent donc une nouvelle fois l'Alliance 90 / Les Verts (Grünen), qui enregistrent une légère baisse à 8,6 % des exprimés et 18 sièges. Le Parti libéral-démocrate (FDP), partenaire de coalition de la CSU, essuie lui un échec net. Ne comptant que 3,3 % des voix, il perd sa représentation parlementaire qu'il n'avait retrouvé que cinq ans plus tôt.
Puisqu'il dispose de la majorité absolue, Seehofer forme rapidement son deuxième gouvernement, qui ne compte que des ministres chrétiens-sociaux.
Une semaine après le scrutin ont lieu les élections législatives fédérales. La CSU confirme sa place dominante sur l'échiquier politique de la Bavière en rassemblant 49,3 % des suffrages, une progression d'environ sept points. Le SPD, éternel deuxième, atteint tout juste les 20 %, engrangeant tout de même trois points. La troisième position revient cette fois-ci aux Grünen, qui sont une fois encore en baisse en comptant 8,4 % des voix. Derrière eux se situe le FDP, qui doit se contenter d'un tiers de son score précédent avec 5,1 %. Le nouveau parti anti-euro Alternative pour l'Allemagne (AfD) émerge derrière à 4,3 %, devant Die Linke et ses 3,8 %. L'influence des FW est donc fortement réduite puisqu'ils ne totalisent que 2,7 %.
La scène politique évolue avec les élections législatives fédérales du 24 septembre 2017. Bien qu'ils soient toujours premiers, les chrétiens-sociaux baissent fortement à 38,8 %, tandis que les sociaux-démocrates doivent se contenter de 15,3 %. Ils sont talonnés par l'AfD, qui rassemble 12,4 % et devance les libéraux-démocrates, dont le score atteint 10,2 %. Ils coiffent de peu les écologistes et leurs 9,8 %, tandis qu'avec 6,1 % la gauche radicale se redresse. En revanche, les Électeurs libres ne font toujours pas recette au niveau fédéral, réunissant 2,7 %.
Nommé le 14 mars 2018 ministre fédéral de l'Intérieur, Seehofer doit renoncer à diriger le gouvernement bavarois tout en conservant la présidence de la CSU. Il cède son poste de ministre-président à son ministre des Finances Markus Söder.

## Mode de scrutin
Le Landtag est constitué de 180 députés (en allemand : Mitglied des Landtags, MdL), élus pour une législature de cinq ans au suffrage universel direct et suivant le scrutin proportionnel de Hare/Niemayer.
Chaque électeur dispose de deux voix : la première (en allemand : Erststimme) lui permet de voter pour un candidat de sa circonscription uninominale selon les modalités du scrutin uninominal majoritaire à un tour, le Land comptant un total de 91 circonscriptions ; la seconde voix (en allemand : Zweitstimme) lui permet de voter en faveur d'une liste de candidats présentée par un parti au niveau du district ou d'indiquer sa préférence pour un candidat de cette liste, le suffrage étant également attribué à la liste.
Lors du dépouillement, l'intégralité des 180 sièges est répartie à la proportionnelle sur la base du total résultant de l'addition des premières et secondes voix, à condition qu'un parti ait remporté 5 % des voix au niveau du Land. Si un parti a remporté des mandats au scrutin uninominal, ses sièges sont d'abord pourvus par ceux-ci. Les mandats pourvus par les candidats présents sur les listes sont prioritairement attribués à ceux ayant reçu le plus de votes de préférence.
Dans le cas où un parti obtient plus de mandats au scrutin uninominal que la proportionnelle ne lui en attribue, la taille du Landtag est augmentée jusqu'à rétablir la proportionnalité.

## Campagne

### Principaux partis
| Parti | Parti                                                                      | Idéologie                                                                   | Chef de file                       | Résultat en 2013            |
| ----- | -------------------------------------------------------------------------- | --------------------------------------------------------------------------- | ---------------------------------- | --------------------------- |
|       | Union chrétienne-sociale en Bavière Christlich-Soziale Union in Bayern     | Centre droit Démocratie chrétienne, libéral-conservatisme                   | Markus Söder (Ministre-président)  | 47,7 % des voix 101 députés |
|       | Parti social-démocrate d'Allemagne Sozialdemokratische Partei Deutschlands | Centre gauche Social-démocratie, troisième voie, progressisme               | Natascha Kohnen                    | 20,6 % des voix 42 députés  |
|       | Électeurs libres Freie Wähler                                              | Centre Localisme, démocratie directe, libéral-conservatisme                 | Hubert Aiwanger                    | 9 % des voix 19 députés     |
|       | Alliance 90 / Les Verts Bündnis 90/Die Grünen                              | Centre gauche Écologie, progressisme                                        | Katharina Schulze Ludwig Hartmann  | 8,6 % des voix 16 députés   |
|       | Parti libéral-démocrate Freie Demokratische Partei                         | Centre à centre droit Libéralisme, social-libéralisme                       | Martin Hagen                       | 3,3 % des voix 0 député     |
|       | Die Linke                                                                  | Extrême gauche à gauche Socialisme démocratique, anticapitalisme, populisme | Ates Gürpinar Eva Bulling-Schröter | 2,1 % des voix 0 député     |
|       | Alternative pour l'Allemagne Alternative für Deutschland                   | Droite à extrême droite Populisme, libéralisme, national-conservatisme      | Sans chef de file                  | Nouveau                     |

### Sondages
Pour des raisons techniques, il est temporairement impossible d'afficher le graphique qui aurait dû être présenté ici.

| Institut        | Date              | CSU  | SPD  | Verts | FDP   | Linke | FW   | AfD  |
| --------------- | ----------------- | ---- | ---- | ----- | ----- | ----- | ---- | ---- |
| Institut        | Date              |      |      |       |       |       |      |      |
| FGW             | 11 octobre 2018   | 34 % | 12 % | 19 %  | 5,5 % | 4 %   | 10 % | 10 % |
| INSA            | 9 octobre 2018    | 33 % | 10 % | 18 %  | 5,5 % | 4,5 % | 11 % | 14 % |
| FGW             | 6 octobre 2018    | 35 % | 12 % | 18 %  | 5,5 % | 4,5 % | 10 % | 10 % |
| Infratest dimap | 4 octobre 2018    | 33 % | 11 % | 18 %  | 6 %   | 4,5 % | 11 % | 10 % |
| GMS             | 27 septembre 2018 | 35 % | 13 % | 16 %  | 5 %   | 4 %   | 10 % | 12 % |
| INSA            | 26 septembre 2018 | 34 % | 11 % | 17 %  | 6 %   | 4 %   | 10 % | 14 % |
| FGW             | 21 septembre 2018 | 35 % | 13 % | 18 %  | 5 %   | 4 %   | 11 % | 10 % |
| Infratest dimap | 12 septembre 2018 | 35 % | 11 % | 17 %  | 5 %   | 5 %   | 11 % | 11 % |
| GMS             | 10 septembre 2018 | 36 % | 12 % | 16 %  | 6 %   | 4 %   | 7 %  | 14 % |
| INSA            | 28 août 2018      | 36 % | 13 % | 15 %  | 6 %   | 3 %   | 8 %  | 14 % |
| Forsa           | 13 août 2018      | 37 % | 12 % | 17 %  | 5 %   | 4 %   | 8 %  | 13 % |
| GMS             | 1er août 2018     | 39 % | 12 % | 14 %  | 6 %   | 3 %   | 8 %  | 13 % |
| Infratest dimap | 18 juillet 2018   | 38 % | 13 % | 16 %  | 5 %   | 4 %   | 9 %  | 12 % |
| GMS             | 12 juillet 2018   | 39 % | 12 % | 14 %  | 6 %   | 3 %   | 7 %  | 14 % |
| Forsa           | 9 juillet 2018    | 38 % | 12 % | 15 %  | 6 %   | 3 %   | 8 %  | 14 % |
| INSA            | 27 juin 2018      | 41 % | 13 % | 13 %  | 5 %   | 3 %   | 6 %  | 14 % |
| Forsa           | 25 juin 2018      | 40 % | 13 % | 14 %  | 5 %   | 3 %   | 8 %  | 13 % |
| GMS             | 17 mai 2018       | 42 % | 13 % | 12 %  | 5 %   | 2 %   | 7 %  | 13 % |
| Infratest dimap | 2 mai 2018        | 41 % | 12 % | 14 %  | 6 %   | 3 %   | 7 %  | 12 % |
| GMS             | 27 avril 2018     | 44 % | 15 % | 11 %  | 6 %   | 3 %   | 6 %  | 12 % |
| INSA            | 21 avril 2018     | 42 % | 14 % | 11 %  | 5 %   | 3 %   | 6 %  | 12 % |
| GMS             | 22 mars 2018      | 43 % | 15 % | 11 %  | 6 %   | 3 %   | 6 %  | 12 % |
| Forsa           | 25 février 2018   | 42 % | 14 % | 14 %  | 6 %   | 3 %   | 7 %  | 10 % |
| GMS             | 12 février 2018   | 40 % | 15 % | 11 %  | 6 %   | 3 %   | 6 %  | 12 % |
| Infratest dimap | 10 janvier 2018   | 40 % | 16 % | 14 %  | 5 %   | 3 %   | 7 %  | 10 % |
| GMS             | 2 janvier 2018    | 39 % | 15 % | 10 %  | 7 %   | 3 %   | 7 %  | 12 % |
| INSA            | 13 décembre 2017  | 40 % | 15 % | 12 %  | 7 %   | 4 %   | 7 %  | 12 % |
| GMS             | 30 novembre 2017  | 37 % | 15 % | 10 %  | 8 %   | 3 %   | 7 %  | 14 % |
| Forsa           | 10 novembre 2017  | 38 % | 17 % | 11 %  | 9 %   | 4 %   | 7 %  | 11 % |
| INSA            | 5 novembre 2017   | 37 % | 17 % | 10 %  | 8 %   | 4 %   | 8 %  | 13 % |
| GMS             | 19 octobre 2017   | 41 % | 15 % | 11 %  | 7 %   | 3 %   | 6 %  | 13 % |
| Infratest       | 11 janvier 2017   | 45 % | 14 % | 13 %  | 4 %   | 3 %   | 7 %  | 10 % |
| GMS             | 3 novembre 2016   | 44 % | 18 % | 10 %  | 6 %   | 2 %   | 6 %  | 9 %  |
| GMS             | 13 octobre 2016   | 45 % | 19 % | 10 %  | 5 %   | 2 %   | 6 %  | 9 %  |
| GMS             | 15 septembre 2016 | 45 % | 18 % | 12 %  | 5 %   | 2 %   | 5 %  | 9 %  |

## Résultats
| Partis                   | Partis                                    | Partis                                    | Circonscriptions | Circonscriptions | Circonscriptions | Circonscriptions | Liste     | Liste | Liste  | Total      | Total | Total  | Total         |
| Partis                   | Partis                                    | Partis                                    | Votes            | %                | Sièges           | +/−              | Votes     | %     | Sièges | Votes      | %     | Sièges | +/−           |
| ------------------------ | ----------------------------------------- | ----------------------------------------- | ---------------- | ---------------- | ---------------- | ---------------- | --------- | ----- | ------ | ---------- | ----- | ------ | ------------- |
|                          | Union chrétienne-sociale en Bavière (CSU) | Union chrétienne-sociale en Bavière (CSU) | 2 495 186        | 36,71            | 85               | 4                | 2 550 895 | 37,69 | 0      | 5 046 081  | 37,20 | 85     | 16            |
|                          | Alliance 90 / Les Verts (Grünen)          | Alliance 90 / Les Verts (Grünen)          | 1 196 575        | 17,61            | 6                | 6                | 1 195 781 | 17,67 | 32     | 2 392 356  | 17,64 | 38     | 20            |
|                          | Électeurs libres (FW)                     | Électeurs libres (FW)                     | 809 666          | 11,91            | 0                | en stagnation    | 763 126   | 11,27 | 27     | 1 572 792  | 11,59 | 27     | 8             |
|                          | Alternative pour l'Allemagne (AfD)        | Alternative pour l'Allemagne (AfD)        | 701 384          | 10,32            | 0                | en stagnation    | 687 238   | 10,15 | 22     | 1 388 622  | 10,24 | 22     | Nv.           |
|                          | Parti social-démocrate d'Allemagne (SPD)  | Parti social-démocrate d'Allemagne (SPD)  | 680 180          | 10,01            | 0                | 1                | 628 898   | 9,29  | 22     | 1 309 078  | 9,65  | 22     | 20            |
|                          | Parti libéral-démocrate (FDP)             | Parti libéral-démocrate (FDP)             | 353 800          | 5,21             | 0                | en stagnation    | 336 699   | 4,97  | 11     | 687 842    | 5,09  | 11     | 11            |
|                          | Die Linke                                 | Die Linke                                 | 220 031          | 3,24             | 0                | en stagnation    | 217 857   | 3,22  | 0      | 437 888    | 3,23  | 0      | en stagnation |
|                          | Parti bavarois (BP)                       | Parti bavarois (BP)                       | 122 266          | 1,80             | 0                | en stagnation    | 109 465   | 1,62  | 0      | 231 731    | 1,71  | 0      | en stagnation |
|                          | Parti écologiste-démocrate (ÖDP)          | Parti écologiste-démocrate (ÖDP)          | 111 212          | 1,64             | 0                | en stagnation    | 100 739   | 1,49  | 0      | 211 951    | 1,56  | 0      | en stagnation |
|                          | Parti des pirates (PIRATEN)               | Parti des pirates (PIRATEN)               | 23 900           | 0,35             | 0                | en stagnation    | 35 245    | 0,52  | 0      | 59 145     | 0,44  | 0      | en stagnation |
|                          | Die PARTEI                                | Die PARTEI                                | 18 561           | 0,27             | 0                | Nv.              | 40 535    | 0,60  | 0      | 59 096     | 0,44  | 0      | Nv.           |
|                          | Autres                                    | Autres                                    | 63 488           | 0,93             | 0                | en stagnation    | 102 020   | 1,51  | 0      | 165 508    | 1,22  | 0      | en stagnation |
|                          |                                           |                                           |                  |                  |                  |                  |           |       |        |            |       |        |               |
| Votes valides            | Votes valides                             | Votes valides                             | 6 796 249        | 99,20            |                  |                  | 6 768 498 | 98,80 |        | 13 564 747 | 99,00 |        |               |
| Votes blancs et nuls     | Votes blancs et nuls                      | Votes blancs et nuls                      | 55 131           | 0,80             | 82 534           | 1,20             | 137 665   | 1,00  |        |            |       |        |               |
| Total                    | Total                                     | Total                                     | 6 851 380        | 100              | 91               | 1                | 6 851 032 | 100   | 114    | 13 702 412 | 100   | 205    | 25            |
| Abstentions              | Abstentions                               | Abstentions                               | 2 628 048        | 27,72            |                  |                  | 2 628 396 | 27,73 |        |            |       |        |               |
| Inscrits / participation | Inscrits / participation                  | Inscrits / participation                  | 9 479 428        | 72,28            | 9 479 428        | 72,27            |           |       |        |            |       |        |               |

## Analyses et conséquences
Les résultats du scrutin sont considérés comme un revers pour le gouvernement fédéral de grande coalition de la chancelière chrétienne-démocrate Angela Merkel. La CSU, parti frère de la CDU, chute de plus de dix points et perd sa majorité absolue pour la deuxième fois seulement depuis les années 1960. Son partenaire de coalition à Berlin, le SPD, perd presque la moitié de ses sièges. 
Les Grünen sont considérés comme les grands gagnants du scrutin, en récupérant les voix et sièges perdus par le SPD et la CSU. Il en va de même pour l'AfD, qui réussit son entrée au Landtag avec plus de 10 % des suffrages. Le FDP parvient également de justesse à franchir le seuil électoral de 5 % et à retrouver ainsi une place au Parlement. Une coalition entre la CSU et les Électeurs libres, éventuellement augmentés du FDP est jugée probable au soir des élections, le chef de la CSU Thomas Kreuzer ayant exclu de former une coalition avec l'AfD ou les Verts. Un accord avec les Électeurs libres est conclu, ce qui permet à Söder d'être réélu ministre-président le 6 novembre par 110 voix contre 89.

### Analyse sociologique
| Catégorie                      | CSU  | Grünen | FW   | AfD  | SPD  | FDP | Linke |
| ------------------------------ | ---- | ------ | ---- | ---- | ---- | --- | ----- |
| Catégorie                      |      |        |      |      |      |     |       |
| Sexe                           |      |        |      |      |      |     |       |
| Hommes                         | 37 % | 17 %   | 11 % | 13 % | 9 %  | 6 % | 4 %   |
| Femmes                         | 37 % | 19 %   | 12 % | 8 %  | 10 % | 5 % | 3 %   |
| Âge                            |      |        |      |      |      |     |       |
| Moins de 30 ans                | 28 % | 22 %   | 10 % | 10 % | 7 %  | 9 % | 5 %   |
| 30-44 ans                      | 33 % | 20 %   | 12 % | 12 % | 7 %  | 6 % | 4 %   |
| 45-59 ans                      | 34 % | 20 %   | 13 % | 12 % | 9 %  | 4 % | 3 %   |
| Plus de 60 ans                 | 47 % | 12 %   | 11 % | 8 %  | 14 % | 4 % | 2 %   |
| Statut                         |      |        |      |      |      |     |       |
| Ouvrier                        | 37 % | 10 %   | 14 % | 17 % | 8 %  | 4 % | 4 %   |
| Employé                        | 35 % | 20 %   | 12 % | 8 %  | 10 % | 6 % | 3 %   |
| Fonctionnaire                  | 41 % | 23 %   | 9 %  | 6 %  | 13 % | 4 % | 1 %   |
| Indépendant                    | 37 % | 21 %   | 10 % | 10 % | 7 %  | 9 % | 2 %   |
| Études                         |      |        |      |      |      |     |       |
| Hauptschulabschluss            | 48 % | 7 %    | 13 % | 13 % | 12 % | 2 % | 2 %   |
| Mittlere Reife                 | 39 % | 14 %   | 14 % | 12 % | 9 %  | 4 % | 3 %   |
| Abitur (baccalauréat)          | 31 % | 24 %   | 9 %  | 9 %  | 9 %  | 6 % | 5 %   |
| Hochschulabschluss (supérieur) | 26 % | 33 %   | 8 %  | 5 %  | 11 % | 8 % | 4 %   |